# Bañado Cará Cará
Bañado Cará Cará es un barrio de la ciudad de Asunción, Paraguay, ubicado a orillas del río Paraguay.

El mismo nace recientemente por el desmembramiento de los barrios Virgen de Fátima y Santa Rosa.

## Límites
Sus límites son:
- Al norte el río Paraguay.

- Al sur el barrio Virgen de Fátima.

- Al este los barrios Botánico y Santa Rosa.

- Al oeste el barrio Tablada Nueva.

## Vías y Medios de Comunicación
Las principal vía de acceso a este barrio es la Avda. Primer Presidente y próximamente el segundo tramo de la Costanera.